# Ferengiji
Ferengiji su izmišljena pohlepna vrsta u Star Trek svemiru. Civilizacija im je izgrađena na idealima slobodnog poduzetništva, gdje su svi ciljevi podgvrnuti dobiti.
Stanje ferengijske kulture je započeto pred nekih deset tisuća godina kada je Veliki Nagus Gint došao na vlast. Ferengiji imaju 285 pravila stjecanja po kojem se od svih muških pripadnika te vrste očekuje da žive i da ga upamte još u vrlo ranoj dobi. Pravila se odnose na osobno stjecanje bogatstva u obliku latinuma.
Borgova oznaka za Ferengije je 180.
Između ostalog Ferengiji su vlasnici Barzanske nestabilne crvotočine. Može ih se vidjeti po cijelom kvadrantu, raštrkani su u težnji za zaradom, često prodaju oružje dvjema međusobno zaraćenim stranima. Može ih se često vidjeti u postaji Deep Space 9, kao i u njihovom području, matičnom planetu Ferenginaru i ostalim kolonijama.
Bili su neutralni u Dominijskom ratu. 
Imaju četiri režnja zbog čega u trenutku mogu izračunati složene matematičke zadatke i telepati im ne mogu čitati misli.
Najpoznatija klasa njihovih brodova, je pljačkaš klase D'Kora, koji služi u istraživačkim i diplomatskim misijama, a i u nekim slučajevima obrani poslovnih interesa.
Quark je Ferengij.

## Ferengijski savez
Ferangijski Savez je formalno ime ferengijske vlade smještene na Ferenginaru u Alfa kvadrantu. Ferengijska kultura se u popunosti zasniva na trgovini. Savez vodi Veliki Nagus čiji je ured smiješten na najvišoj zgradi u Savezu, Tornju Trgovine. On također vodi i svemoćnu Ferengijsku Trgovinsku Udrugu i vojsku.
Iako su sposobni za gradnju moćnih brodova, Ferengiji rijetko bivaju uključeni u otvorene sukobe. Prvi susret ljudi i Ferengija se dogodio 2151. godina, a prvi formalni kontakt Federacije i Ferengija 2364. Premda nisu veliki ratnici, Ferengiji se često bave prodajom oružja u ratovima - uobičajeno objema stranama. Između Ferengija i Federacije se nije razvila značajnija trgovinska razmjena zbog federacijske etične trgovinske filozofije koja se često nije poklapala s ferengijskom.

## Zanimljivosti
Ferengiji su se među prvima otisnuli u istraživanje Gama kvadranta nakon otkrića Bajoranske crvotočine.

## Vanjske poveznice
- http://www.startrek.com
- http://www.ufpcroatia.com